# Pseudohydnum
Pseudohydnum — рід грибів родини Exidiaceae. Назва вперше опублікована 1868 року.

## Класифікація
Згідно з базою MycoBank до роду Pseudohydnum відносять 4 офіційно визнані види:
- Pseudohydnum gelatinosum
- Pseudohydnum guepinioides
- Pseudohydnum thelephorum
- Pseudohydnum translucens